# Jean Nicolas Gannal
Jean Nicolas Gannal (* 28. Juli 1791 in Saarlouis; † Januar 1852 in Paris) war ein französischer Chemiker.

## Leben
Er kam im Jahr 1808 in die medizinische Abteilung der Französischen Armee und arbeitete als Apotheker. 1816 wurde er Assistent von Louis Jacques Thénard in dessen chemischen Vorlesungen an der Sorbonne.
Nach Abschluss seiner Studien widmete sich Gannal zunächst Erfindungen und industriellen Unternehmungen. So erfand er eine neue Art von Schornstein, die ersten elastischen Walzen für die Druckmaschine, die Raffination von Borax, ein neues Verfahren zum Schmelzen und Härten von Talglichten und entwickelte eine neue Mischung zur Leichenkonservierung. Bei einem neuen Verfahren, bei dem der Leichnam zusätzlich zu den seit dem Mittelalter üblichen Methoden der Sektion und desinfizierenden Oberflächenbehandlung auch von innen durch das Injizieren konservierender Stoffe in den Blutkreislauf konserviert wurde, wobei dies meist durch die Halsschlagader geschah, erzielte Gannal für kurze Zeit eine befriedigende Erhaltung durch Einspritzen von Aluminiumsulfat oder Aluminiumchlorid.
Im Jahre 1827 erhielt er den Montyon-Preis des Institutes für sein System der chlorhaltigen Inhalation gegen den Schnupfen, für sein Verfahren zur Einbalsamierung von Toten erhielt er die gleiche Auszeichnung.